# Götz Ommert
Götz Ommert (* 12. März 1960 in Frankfurt am Main) ist ein deutscher Jazzbassist.

## Leben und Wirken
Ommert, Sohn des Jazzpianisten Horst Ommert, lernte zunächst Klavier, bevor er mit 17 Jahren zum E-Bass wechselte; später spielte er, bedingt durch den Einfluss von Ray Brown und Niels-Henning Ørsted Pedersen, auf dem Kontrabass. Es kam zu ersten Auftritten mit seinem Vater, in dessen Band er auf Conny Jackel, John Oslawski und Wilson de Oliveira traf. Ab 1982 arbeitete er mit Christoph Neubronner, Frank Runhof, Harry Petersen, Peter Ponzol, Wolfgang Lauth, Flip Gehring und Gustl Mayer. Er bildete ein Trio mit Dirk Raufeisen und Thomas Cremer, das mehrere Alben einspielte (z. T. mit Saxophonistin Barbara Ehlich), und ein Duo mit Jürgen Schwab. Zwischen 1985 und 2004 hatte er verschiedene Auftritte mit dem Dirk Raufeisen Trio und Gospel beim ZDF Sonntagskonzert, beim Südwestfunk und Hessischen Rundfunk. Seit 1994 trat er mehrfach auf dem Jazzfestival Ascona auf, 1995 auf dem Internationalen Jazzfestival at Sea, aber auch bei weiteren Festivals in Deutschland und Frankreich. Seit 2004 ist Götz Ommert Bassist im Blue Moon Orchestra von Marco Plitzner.  Neben seiner Tätigkeit als Jazzmusiker betreibt Ommert ein Tonstudio.

## Diskographische Hinweise
- F.P. Ballroom Syncopaters feat. Jane Rudnik (1993)
- Swing'n' Strings (2001)
- Michael Sagmeister True to the Moment mit Klaus Göbel, Michael Küttner und Antonella D’Orio, 2010.

## Lexikalische Einträge
- Jürgen Wölfer: Jazz in Deutschland. Das Lexikon. Alle Musiker und Plattenfirmen von 1920 bis heute. Hannibal, Höfen 2008, ISBN 978-3-85445-274-4.